# Dominique Caudron
 (mars 2025).
Dominique Caudron est un ufologue sceptique français né au Cateau-Cambrésis en 1946. À partir de la fin des années 1970, Il est l'un des « nouveaux ufologues », partisan d'une étude globale de la genèse d'un rapport d'observation d'ovnis (objets volants non identifiés). Il est l'inventeur d'un « simulateur optique d'OVNI » (le « simovni ») permettant au témoin d'une observation de reconstituer l'image de l'ovni. 
Membre de l'Association française pour l'information scientifique (Afis), il s'est attaqué aux alignements des observations d'ovnis (orthoténie, isocélie), à la vague d'observations d'ovnis de l'automne 1954, à la planète Ummo et aux Ummites, à l'enlèvement de Frank Fontaine à Cergy-Pontoise, à l'affaire du Baron noir. 
Membre du Comité français d'expertise des phénomènes paranormaux (CFEPP), il a démontré l'inanité de la « pyramide à vins » et de l'« effet Mars ».

## Biographie
À la suite de la parution en 1977 du livre de Michel Monnerie, Et si les ovnis n'existaient pas ? (Les Humanoïdes associés, Paris), Dominique Caudron est devenu un des tenants de « la nouvelle ufologie », mouvement qui explique les ovnis par des méprises, des erreurs d'interprétation, des hallucinations ou de faux souvenirs, en termes savants : le modèle sociopsychologique du phénomène ovni.
À la date du 28 janvier 2008, sur le site de la Nasa, à la page Apollo Lunar Surface Journal, Dominique Caudron se présente comme « ufologue », inventeur d'un simulateur produisant l'image d'un ovni observé par un témoin, et comme debunker (« démystificateur »), membre du Comité français d'expertise des phénomènes paranormaux (CFEPP), pourfendeur de prétendus effets paranormaux.
Il a été également membre de l'Association française pour l'information scientifique (Afis), collaborant à sa revue Les Cahiers de l'Afis, devenue Science et pseudosciences en 1985.
Outre ses articles pour diverses revues ufologistes (notamment la revue belge Inforespace), il a collaboré à la revue Science & Vie dans les années 1980 et 1990.

### Enquêtes et démystifications
En 1974, Dominique Caudron commence à faire des enquêtes sur les ovnis, mettant au point un « simulateur optique d'OVNI » (le « simovni ») permettant au témoin d'une observation de reconstituer l'image de l'ovni,.
Dans une étude non publiée (mentionnée par Aimé Michel), il montre que même si les observations d'ovnis s'alignaient réellement, les alignements trouvés par les ufologues ne seraient pas les bons.
En 1977, il montre que les classifications typologiques des occupants d'ovnis sont vouées à l'échec, car il y a une continuité dans la complexité des descriptions depuis l'occupant en scaphandre jusqu'à la simple boule lumineuse. 
Ayant dépouillé 180 éditions locales de la presse de la région du nord pour les observations d'ovnis de l'automne 1954, il montre en 1978, que les nombreux cas du dimanche 3 octobre sont tous des confusions avec une Lune rousse dont l'aspect était altéré par des nuages.
En 1979, il montre que l'enquête du GEPAN sur l'ovni de Luçon, présenté à titre de savoir-faire, contient 65 erreurs et que l'ovni n'est que la Lune. 
En 1980, il explique que les récits d'écrasements au sol avec cadavres d'humanoïdes sont probablement inspirés des expériences américaines faites à partir de 1949 sur des singes, lancés dans des V2 qui s'écrasèrent dans le désert du Nouveau-Mexique, idée déjà venue à Jacques Vallée.
En 1981, il démystifie l'isocélie, une nouvelle théorie sur la répartition géographiques des atterrissages d'ovnis suivant un réseau de triangles isocèles. 
En 1983, il compare les différents risques de cataclysme d'origine céleste, pour conclure qu'ils sont moins dangereux que ceux d'origine terrestre, ou que les psychoses qu'ils peuvent provoquer.
Il explique en 1988 que le « baron noir », qui avait provoqué l'ire du ministère de l'intérieur en survolant Paris la nuit, n'a jamais existé que dans l'imagination des Parisiens, puis il intègre cette affaire dans une « Chronique des aéronefs fantômes », publiée dans un numéro thématique de la revue Communications et ramenant les « soucoupes volantes » à un simple épisode de l'histoire des aéronefs non identifiés.
Il a étudié des affaires complexes, comme l'affaire Agobard ou l'affaire Ummo, démontrant dans cette dernière que la distance de leur planète donnée par les « Ummites » était celle qu'on croyait vraie en 1938, valeur qui s'était révélée grossièrement fausse dès l'année suivante.
En tant que membre du CFEPP, il a fait une contre-expérience sur la « pyramide à vins » et participé activement à la contre-étude statistique de « l'effet Mars », la thèse de Michel Gauquelin selon laquelle il existe une corrélation entre la position de Mars dans le ciel et la naissance de certains sportifs.
Contre les tenants du moon hoax (l'accusation de canular relative au programme Apollo), il a montré que la planète Vénus apparaissait sur trois photos prises lors de la mission Apollo 16.
Contre le point de vue « officiel » qui voulait que la météorite du 25 janvier 2008 soit tombée près de Bourges, où les autorités l'ont cherchée en vain, il a montré qu'elle avait explosé à la limite du Tarn et de l'Hérault.

### Autres intérêts
Dominique Caudron est également astronome amateur, graphiste d'images op art et programmeur informatique

### Articles dans des revues
- Les ufonautes sont-ils généralement humanoïdes ?, Lumières dans la nuit , no 167, 8 & 9 1977 ; UFOVNI, no 17, 1er trimestre 1978
- Et si les ufologues n'existaient pas ? , Recherches ufologiques, no 4, 1er trim 1978, 8 pages, UFO Informations, no 20, 1er trimestre 1978 (critique de l'ufologie à travers les livres de M. Monnerie et P. Vieroudy)
- Chronologie d'un dimanche fantastique, suivi de, Requiem pour un zigzag, Recherches ufologiques, no 5, 6 et 7, 2e trimestre 1978 à 1er trimestre 1979
- Analyse d'un rapport particulièrement crédible, ou l’enquête au second degré, Inforespace, hors série no 3, décembre 1979, p. 14 (25 pages)
- Les OVNI sont-ils pilotés par des extraterrestres ?, Science & Vie, no 770, novembre 1981, p. 60 (4 pages) (démystification des atterrissages d'ovnis selon des triangles isocèles)
- Quand les voyants ont besoin de lunettes, AFIS no 117, janvier 1982, page 11 (4 pages), condensé dans : C'est arrivé l'an dernier, Science & Vie no 773, février 1982, page 83 (démystification des prédictions des voyants pour 1981)
- L'ordinateur sacrilège, OVNI Présence no 27, septembre 1983, p. 41 (5 pages)  (simulation sur ordinateur du raisonnement d'un ufomane)
- Les catastrophes célestes qui menacent la Terre, Science & Vie, hors série no 144, Les grandes catastrophes, septembre 1983, p. 120 (10 pages)
- Un lapin né d'un canard (démystification de l'enlèvement en ovni de Frank Fontaine à Cergy-Pontoise), AFIS no 146, juin 1984, p. 1 (10 pages)
- La comète de Halley (transcription d'une causerie radiodiffusée sur France-Culture) Les Cahiers rationalistes no 414, mai 1986, p. 238, (4 pages)
- À la foire internationale de Lille, un essai en double aveugle détruit le mythe du vieillissement des vins dans les maquettes de la pyramide, Science et pseudosciences (AFIS) no 165, janvier 1987, p. 29 (5 pages), repris dans : Pyramidal !, Science & Vie no 834, mars 1987, p. 72 (1 page)
- Alerte au baron noir dans le ciel de Paris, Science et pseudosciences (AFIS) no 175, septembre-octobre 1988, p. 3 (7 pages), repris dans Baron noir, pigeon vole !, Science & Vie no 854, novembre 1988, p. 50 (2 pages)
- Ovnilogie "C'est vrai, je l'ai vu"  (démystification de l'ovni belge du 30 mars 1990), Science & Vie, no 877, octobre 1990, p. 34 (7 pages)
- L'autorité SEPRAtique...... ou comment pontifier aux frais de l'État 5 novembre 1990 par le SEPRA), Science et pseudosciences, (AFIS) no 241, mars 2000, p. 6 (7 pages)
- Entretien avec... Dominique Caudron, Science & Inexpliqué, no 15, mai 2010, p. 41 (2 pages)

### Ouvrages collectifs
- Le Baron noir et ses ancêtres. Chronique des aéronefs fantômes, in Véronique Campion-Vincent et Jean-Bruno Renard  (dir.), Rumeurs et légendes contemporaines, Communications, no 52, novembre 1990, p. 219 (29 pages)
- Monkey business, Inforespace no 49, janvier 1980, p. 8, (8 pages) (démystification des écrasements au sol de soucoupes volantes), repris et enrichi dans : La rubrique des singes écrasés, in OVNI, vers une Anthropologie d'un Mythe Contemporain, éd. HEIMDAL , 1993, p. 101 (18 pages)
- Les Ummoristes sont parmi nous, OVNI Présence no 47, mai 1992, p. 4 (25 pages) (démystification de l'affaire UMMO) ; adaptation dans OVNI, vers une Anthropologie d'un Mythe Contemporain, éd. HEIMDAL 1993, p. 179 (19 pages)
- (collaboration) Claude Benski et al., The Mars Effect: A French Test of over 1,000 Sports Champions, Prometheus Books, Amherst, NY, 1996 (démystification de l'effet Mars de Michel Gauquelin)